# Glen Brittle Forest
Glen Brittle Forest är en skog i Storbritannien.   Den ligger i kommunen Highland och riksdelen Skottland, i den nordvästra delen av landet, 700 km nordväst om huvudstaden London. Glen Brittle Forest ligger på ön Isle of Skye.